# Anchimolgidae
Anchimolgidae is een familie van eenoogkreeftjes in de orde van de Poecilostomatoida. De wetenschappelijke naam van de familie is voor het eerst geldig gepubliceerd in 1996 door Humes & Boxshall.

## Geslachten
- Allopodion Humes, 1978
- Amarda Humes & Stock, 1973
- Amardopsis Humes, 1974
- Anchimolgus Humes & Stock, 1972
- Andrianellus Humes & Stock, 1972
- Cerioxynus Humes, 1974
- Clamocus Humes, 1979
- Dumbeana Humes, 1996
- Ecphysarion Humes, 1993
- Euxynus Humes, 1992
- Exodontomolgus Kim I.H., 2007
- Haplomolgus Humes & Ho, 1968
- Humesiella Sabastian & Pillai, 1973
- Jamescookina Humes, 1991
- Juxtandrianellus Humes, 1995
- Karanges Humes, 1979
- Kawanolus Humes, 1978
- Lipochaetes Humes, 1996
- Mycoxynus Humes, 1973
- Odontomolgus Humes & Stock, 1972
- Panjakus Humes & Stock, 1972
- Paraclamocus Humes, 1997
- Paramarda Humes, 1978
- Paranchimolgus Kim I.H., 2007
- Parandrianellus Humes, 1991
- Prionomolgus Humes & Ho, 1968
- Rakotoa Humes & Stock, 1972
- Schedomolgus Humes & Stock, 1972
- Scyphuliger Humes, 1991
- Sociellus Humes, 1992
- Unicispina Humes, 1993